# Gymnostachyum subrosulatum
Gymnostachyum subrosulatum är en akantusväxtart som beskrevs av Hsien Shui Lo. Gymnostachyum subrosulatum ingår i släktet Gymnostachyum och familjen akantusväxter. Inga underarter finns listade i Catalogue of Life.